# Margarete Buber-Neumann
Margarete Buber-Neumann (Potsdam, 21 ottobre 1901 – Francoforte sul Meno, 6 novembre 1989) è stata una scrittrice e giornalista tedesca. Compagna del dirigente del Partito Comunista di Germania (KPD) Heinz Neumann ed essa stessa attivista comunista, venne imprigionata sia in un gulag che in un lager.

## Biografia
Nacque come Margarete Thüring. Margarete Buber-Neumann ebbe un'educazione come maestra di scuola materna e all'età di venti anni aderì alla Lega della Gioventù Comunista di Germania (KJVD) e nel 1926 al Partito Comunista di Germania (KPD). 
Nel 1922 sposò Rafael Buber, figlio di Martin Buber filosofo della religione ebreo. Dal matrimonio nacquero due figlie, Barbara e Judith (quest'ultima moglie del filosofo israeliano Joseph Agassi). Nel 1929 divorziò da Buber, dopo che già da quattro anni vivevano divisi. Le ragioni della fine del matrimonio furono legate al graduale distacco del marito dal movimento comunista, verso il quale la Buber adottò invece sin dall'inizio una partecipazione totale, sacrificando la sua stessa esistenza personale. Le conseguenze di questa sua militanza esclusiva sul rapporto con le figlie furono pesanti: una sentenza del tribunale del 1928 le sottrasse la patria potestà sulle bambine, che vennero affidate alla cura della suocera Paula Winkler. Tra il 1928 e il 1934 le poté vedere solo due volte all'anno. Negli anni successivi e fino al 1947 non riuscì ad avere più contatti con loro (allevate dai nonni paterni nella fede ebraica, Barbara e Judith abbandonarono con loro la Germania nel marzo del 1938 per sfuggire alle persecuzioni razziali, e non ebbero alcuna possibilità di comunicare con la madre sino al 1947, anno in cui si rividero in Svezia). Di questa perdita la Buber, che mantenne con le figlie un amorevole rapporto nel corso della sua intera esistenza, ebbe a soffrire in modo significativo: "Facendo parte del Partito comunista, una militante deve rinunciare alla sua vita personale", scriverà con dolore nella sua autobiografia.

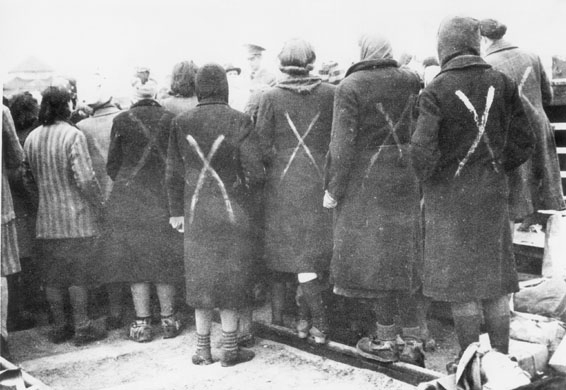
Donne del campo di Ravensbrück nell'aprile del 1945 che aspettano la liberazione

Buber-Neumann si legò quindi a Heinz Neumann, membro del Politbüro del KPD e parlamentare del Reichstag. In uno dei suoi libri autobiografici, Buber-Neumann riporta che durante la sua militanza nel KPD incontrò lo scrittore rumeno Panait Istrati, il quale aveva visitato l'Unione Sovietica di Iosif Stalin e cercò di mettere in guardia lei e altri comunisti tedeschi circa «l'ingiustizia, il banditismo e il terrore» che caratterizzavano il Paese guida del comunismo internazionale. Tuttavia, Buber-Neumann si impose di non credere a quanto riferito da Istrati per disciplina di partito: «In me [...] si era prodotto un fenomeno strano: una parte del mio io sapeva che quell'uomo stava dicendo la verità, ma l'istinto di autoconservazione di chi ha abbracciato una fede politica mi costringeva a considerarlo un bugiardo».
Nel 1933, con l'avvento di Hitler al potere, la coppia emigrò in Spagna prima e in Svizzera poi. Nel 1935 Heinz e Margarete si stabilirono definitivamente a Mosca, nell'hotel Lux, dove Heinz Neumann due anni più tardi (1937) venne arrestato, condannato a morte e giustiziato. Come compagna di un "elemento socialmente pericoloso", nel 1938 Margarete Buber-Neumann fu condannata alla detenzione per dieci anni nel gulag di Karaganda (Kazakistan). Nel 1940 fu riconsegnata alla Germania dove, essendo comunista, fu internata nel lager di Ravensbrück. Qui conobbe la giornalista ceca e membro della resistenza Milena Jesenská. Il 21 aprile 1945 fu liberata dal campo di concentramento e poté ritornare dalla propria madre in Thierstein. Nel 1949, testimoniò insieme a numerosi altri ex-prigionieri del gulag a favore di Viktor Andreevič Kravčenko nel cosiddetto processo del secolo contro il settimanale del Partito Comunista Francese Les Lettres Françaises, che calunniò Kravčenko per le rivelazioni sul regime sovietico pubblicate nel suo libro Ho scelto la libertà. Sia il libro che il processo ebbero grande risonanza internazionale.
Dopo la seconda guerra mondiale lavorò come pubblicista.
L'esperienza della sua prigionia è stata da lei descritta nel libro autobiografico Prigioniera di Stalin e Hitler, pubblicato nel 1948.

## Opere
- Prigioniera di Stalin e Hitler (Als Gefangene bei Stalin und Hitler. Eine Welt im Dunkel, 1949), traduzione di M. Margara, Collana Storia/memoria, Bologna, Il Mulino, 1994.
- Da Potsdam a Mosca [Von Potsdam nach Moskau. Stationen eines Irrweges], traduzione di Giorgio Backaus, Collana Biblioteca di storia contemporanea, Milano, Il Saggiatore, 1966  [1957]. Ristampa italiana: Da Potsdam a Mosca. Tappe di una strada sbagliata, Bologna, Il Mulino, 2000.
- Milena. L'amica di Kafka (Milena, Kafkas Freundin, 1963-77), traduzione di Caterina Zaccaroni, La Collana dei casi, Milano, Adelphi, 1986.
- (DE) Kriegsschauplätze der Weltrevolution. Ein Bericht aus der Praxis der Komintern 1919-1943, Stuttgart, Seewald, 1967.
- (DE) Die erloschene Flamme: Schicksale meiner Zeit, 1976, ISBN 3-548-33107-6.
- (DE) "Freiheit, du bist wieder mein"... Die Kraft  zu überleben, Georg Müller Verlag, 1978.